# Winx Club
Winx Club és una sèrie de televisió animada italoamericana, realitzada pels estudis Rainbow S.p.A. i Nickelodeon, i creada i dirigida per Iginio Straffi, a partir del 2004. L'èxit de la sèrie ha donat lloc a una franquícia internacional de joguines, llibres, roba, videojocs, DVD i dues pel·lícules.
Les Winx són unes adolescents guapes, amb molt estil i un do especial per a la màgia. La història (excepte a la quarta temporada que transcorre a la Terra) transcorre en el món màgic de Màgix, poblat per fades, bruixes, monstres i humans, i explica la lluita clàssica entre el bé i el mal. Les Winx van a l'escola de fades Alfea i uneixen les seves forces amb els especialistes de l'escola d'herois Font Vermella per vèncer les aprenents de l'escola de bruixes Torre de Núvols. Les noies necessitaran tot el seu talent i poders per aconseguir la seva comesa.

## Argument
La Bloom, una jove terrestre, viu a la Terra, en un poble anomenat Gardènia amb els seus pares adoptius: Mike i Vanessa. Té com a mascota en Kiko, el seu fidel conill i el seu company d'aventures. Ella té una vida normal: va a una escola, té amigues, enemigues, etc. Però ella té un pressentiment, que és que, molt en el fons, ella creu en les fades (encara que la seva mare cregui que són ximpleries). Un dia, va anar al parc amb la seva bicicleta nova (regalada pel seu 16 aniversari) i amb en Kiko en la cistella de la seva bicicleta. Quan van arribar, li va dir a en Kiko que no s'allunyés molt. Ella va deixar la bicicleta estacionada, es va asseure sota d'un arbre i es va disposar a menjar-se una poma. De sobte d'un arbust, va sortir en Kiko molt espantat. Per l'expressió de la seva cara, semblava que havia vist una cosa horrible difícil de creure. La Bloom va seguir el camí que li guiava en Kiko i es va amagar darrere d'un arbre. Va treure el cap i va veure una noia amb ales en la seva esquena, amb un gran ceptre de plata que irradiava llum i lluitant contra uns monstres i un ogre. Quan la fada gairebé estava derrotada, la Bloom va començar a tirar-los pedres per ajudar, ja que no se li acudia cap altra cosa i l'ogre va ordenar als monstres que l'ataquessin. Sense saber què passaria, la Bloom va estendre una mà com a intent de voler protegir-se i d'ella va sortir un camp d'energia el qual li va permetre que no li fessin mal. El cap de la banda de monstres (Knut, un ogre) es va adonar que la Bloom no era una noia normal, i va decidir atacar per segona vegada, agafant-la per les mans i elevant-la del terra. La Bloom va cridar i d'ella va sortir un gran drac de foc, que amb aquest últim atac, va derrotar els monstres. La fada li diu que és molt poderosa i es presenta: li diu que el seu nom és Stella, que és la princesa de Solària i molt probablement, la Bloom és una fada. Així comença tot, la Bloom va deixar la Terra per anar amb l'Stella a Alfea, la gran escola per fades. Allà coneix la Flora, la Musa i la Tecna. També coneix els especialistes: Sky, Brandon, Timmy i Riven. Ella s'enamora d'en Brandon (en realitat és el príncep Sky que es fa passar pel seu guardaespatlles, Brandon, i aquest, parella de la fada Stella). També coneix les malvades Trix: Icy, Darcy i Stormy. Més aviat, la Bloom descobreix molts secrets com per exemple que ella és la princesa de Dòmino, que és adoptada i que els seus veritables pares (els reis) estan desapareguts, que el seu poder és el més potent de l'univers…
A la segona temporada, s'uneix una altra fada a les Winx, anomenada Layla, ella és la fada de l'aigua i dels líquids. A la pel·lícula d'abans de la quarta temporada la Bloom coneix els seus pares biològics, els reis de Dòmino, el seu planeta natal: l'Oritel i la Marion. Ella pensava que estaven morts, tot i que en realitat estaven atrapats a la presó obsidiana. A la quarta temporada es presenta una nova aventura per a les noies del Winx Club, després d'haver-se graduat d'Alfea, l'escola de fades, i d'haver-se convertit en fades guardianes, les Winx emprenen una missió a la Terra per trobar “l'última fada de la Terra” i salvar-la dels mags del Cercle Negre que volen el seu poder. És així com coneixen la Roxy, la fada dels animals. Ella al començament desconfiava del seu poder però amb l'ajuda de les Winx comença a creure en les fades. Gràcies a la Roxy, les Winx troben una nova evolució de poder, el Believix, que és una font de poder que les Winx no van poder mai imaginar tenir. Per guanyar poder han de fer que la gent cregui en elles. En fi, la nova història es desenvolupa a la Terra i les noies viuen aventures fantàstiques on posen a prova la seva amistat i la seva confiança en elles mateixes, i li mostren al món que les fades són reals.

## Capítols

### Temporada 1
1. Un fet inesperat (Una fata a Gardenia)
2. Benvinguda a Màgix (Benvenuti a Magix!)
3. L'institut Alfea de fades (L'anello di Stella)
4. El pantà del fang negre (La palude di Melmamora)
5. Una cita amb el desastre (Appuntamento al buio)
6. Missió a Torre de Núvols (Missione a Torrenuvola)
7. Amigues amb dificultats (A che servono gli amici?)
8. Una amistat trencada (La festa della rosa)
9. Traïda (Il tradimento di Riven)
10. La Bloom posada a prova (La fiamma del drago)
11. El monstre i el salze (Il regno delle ninfe)
12. Miss Màgix (Miss Magix)
13. La filla del Foc (La figlia del fuoco)
14. El fosc secret de la Bloom (Il segreto di Bloom)
15. L'honor abans que res (Voci dal passato)
16. Un encanteri despietat (Il nemico nell'ombra)
17. Secrets dins de secrets (Il segreto di Brandon)
18. La font del Foc de Drac (Addio Magix!)
19. La caiguda de Màgix (Attacco ad Alfea)
20. Missió a Dòmino (La scomparsa di Bloom)
21. La corona de somnis (Trappola di ghiaccio)
22. Assalt a Torre de Núvols (Il ritorno di Riven)
23. Joc de poder (Fuga da Torrenuvola)
24. El setge de les bruixes (Il mistero del lago)
25. El repte definitiu (Il sonno di Magix)
26. La caiguda de les bruixes (Battaglia finale)

### Temporada 2
1. El Fènix tenebrós (La fenice d'ombra)
2. El retorn de les Trix (Il ritorno delle Trix)
3. Missió: rescat (Missione di salvataggio)
4. La princesa Amèntia (La principessa Amentia)
5. Llaç màgic (Magico Bonding)
6. Nuvi a la fuga (Il matrimonio di Brandon)
7. La pedra misteriosa (La pietra misteriosa)
8. La festa interrompuda (Il guasta feste)
9. El secret del professor Avalon (Il segreto del professor Avalon)
10. La cripta del còdex (La cripta del codice)
11. Carrera contrarellotge (Corsa contro il tempo)
12. Les Winx s'uneixen (Unite per la vittoria)
13. Les Pixies invisibles (La dama del ballo)
14. Batalla a Eraklyon (Battaglia sul pianeta Eraklyon)
15. L'espectacle ha de continuar (Lo spettacolo continua)
16. Hallowinx (Hallowinx!)
17. Aliança amb les bruixes (Gemellaggio con le streghe)
18. El cor de Torre de Núvols (Nel cuore di Torrenuvola)
19. La fosca-Bloom (La spia nell'ombra)
20. El poblat de les Pixies (Il villaggio delle Pixies)
21. El poder Chàrmix (Il potere del Charmix)
22. Perill als Pàrams (Wildland: La grande trappola)
23. El moment de la veritat (Il momento della verità)
24. Presonera d'en Lord Darkar (Prigioniera di Darkar)
25. Cara a cara (Faccia a faccia con il nemico)
26. Es descobreix al Fènix (Le ceneri della Fenice)

### Temporada 3
1. El ball de la princesa (Il ballo della principessa)
2. La marca d'en Valtor (Il marchio di Valtor)
3. La fada i la bèstia (La principessa e la bestia)
4. El mirall de la veritat (Lo specchio della verità)
5. El mar del terror (Il Mare di Paura)
6. L'elecció de la Layla (La scelta di Aisha)
7. La companyia de la llum (La compagnia della luce)
8. Una real adversària (Una sleale avversaria)
9. El cor i l'espasa (Il cuore e la spada)
10. Alfea sota setge (Alfea sotto assedio)
11. Trampa per a fades (Trappola per fate)
12. Les llàgrimes del salze negre (Le lacrime del salice nero)
13. Un últim batre d'ales (Un ultimo battito d'ali)
14. Fúria (Furia!)
15. L'illa dels dracs (L'isola dei draghi)
16. Renéixer de les cendres (Dalle ceneri)
17. El cau de les serps (Nella tana del serpente)
18. El cofre d'en Valtor (Lo scrigno di Valtor)
19. A l'últim moment (All'ultimo minuto)
20. L'atac de les Pixies (La carica delle Pixies)
21. El secret de la Torre Vermella (La torre rossa)
22. El laberint de vidre (Il labirinto di cristallo)
23. El desafiament dels mags (La sfida dei maghi)
24. La veritat de les bruixes (La rivelazione delle streghe)
25. La batalla al llac (L'ira dello stregone)
26. Un nou començament (Un nuovo inizio)

### Temporada 4
0. Pel·lícula: El secret del regne perdut (Il segreto del regno perduto)
1. Els caçadors de fades (I cacciatori di fate)
2. Un altre món (Un altro mondo)
3. L'arbre de la vida (L'albero della vita)
4. L'última fada de la Terra (L'ultima fata della Terra)
5. Amor i Mascotes (Love & Pet)
6. El regal de la Mitzi (Il regalo del Mitzi)
7. Una fada en perill (Una fata in pericolo)
8. Winx Believix (Winx Believix)
9. El cercle blanc (Il Cerchio Bianco)
10. Nèbula (Nebula)
11. La cançó de la Musa (La canzone di Musa)
12. Winx Club per sempre (Winx Club per sempre)
13. Papa! Sóc una fada! (Papà! Sono una fata!)
14. L'atac dels mags (L'attacco degli stregoni)
15. Pel·lícula: L'aventura màgica (Magica avventura)
16. 7, el nombre perfecte (7: Il numero perfetto)
17. Lliçons màgiques (Lezioni di magia)
18. Virtualització (Un mondo virtuale)
19. L'illa encantada (L'isola incantata)
20. La còlera de la natura (La furia della natura)
21. Al regne de la Diana (Nel regno de Diana)
22. Els dons del destí (I doni del destino)
23. La cova de la Sibylla (La caverna di Sibylla)
24. La torre congelada (La torre gelata)
25. La prova de la Bloom (La prova di Bloom)
26. El dia de la justícia (Il giorno della giustizia)
27. El secret de la Morgana (Il segreto di Morgana)
28. Gel i foc (Ghiaccio e fuoco)

### Temporada 5
1. El vessament (Minaccia dall'oceano)
2. La mutació d'en Tritannus (L'ascesa di Tritannus)
3. Retorn a Alfea (Ritorno ad Alfea)
4. El llibre del Sirènix (Il libro Sirenix)
5. La lila màgica (Il magico Lilo)
6. El poder de l'Harmònix (Potere Harmonix)
7. Les petxines brillants (Le conchiglie luccicanti)
8. La cançó del robí (La melodia del rubino)
9. La gemma de l'empatia (La gemma dell'empatia)
10. Nadal a Màgix (Natale ad Alfea)
11. Els trucs de les Trix (Le Trix in agguato)
12. Prova de valor (Prova di coraggio)
13. Fades Sirènix (Le fate Sirenix)
14. El tron de l'emperador (Il trono dell'imperatore)
15. El pilar de llum (Il pilastro della luce)
16. L'eclipsi (L'eclissi)
17. L'ull inspirador de les fades (L'occhio che ispira le fate)
18. El devorador de Selkies (Il divoratore)
19. La cançó de les balenes (Le balene del canto)
20. Problemes d'amor (Problemi sentimentali)
21. Una cita perfecta (Un appuntamento perfetto)
22. Escolta el teu cor (Ascolta il tuo cuore)
23. L'ull del tauró (Sulle tracce di Politea)
24. L'alè de l'oceà (Il respiro dell'oceano)
25. L'últim descobriment (Scontro epico)
26. La caiguda d'en Tritannus (La fine dell'incubo)

### Temporada 6
0. Pel·lícula: El misteri de l'abisme (Il mistero degli abissi)
1. La inspiració del Sirènix (L'ispirazione del Sirenix )
2. El Legendàrium (Legendarium)
3. L'escola voladora (Il collegio volante)
4. El poder del Bloomix (Il potere Bloomix)
5. L'auditori d'or (L'auditorio d'oro)
6. Vòrtex de flames (I Mangiafuoco)
7. La biblioteca perduda (La biblioteca perduta)
8. L'atac de l'esfinx (L'attaco della Sfinge)
9. El temple del drac verd (Il tempio del drago verde)
10. L'hivernacle d'Alfea (La serra di Alfea)
11. Somnis desfets (Sogni infranti)
12. Els fills de la nit (I figli della notte)
13. La fada madrina (La fata madrina)
14. El Mythix (Mythix)
15. El misteri de Calavera (Il mistero di Calavera)
16. La invasió dels zombis (L'invasione degli zombie)
17. La maledicció de Fearwood (La maledizione di Fearwood)
18. El tòtem màgic (Il totem magico)
19. Reina per un dia (Regina per un giorno)
20. El banquet de Solària (Il banchetto di Solaria)
21. Un amor monstruós (Un amore mostruoso)
22. La cafeteria de la música (Music Café)
23. L'himne d'Alfea (L'inno di Alfea)
24. L'enfrontament dels campions (Scontro fra campioni)
25. L'Acheron (Acheron)
26. Les Winx inoblidables (Indimenticabili Winx)

### Temporada 7
1. El parc natural d'Alfea (Il parco naturale di Alfea)
2. Les joves fades creixen (Giovani fate crescono)
3. El Butterflix (Butterflix)
4. El primer color de l'univers (Il primo colore dell'universo)
5. Un amic del passat (Un amico dal passato)
6. Aventura a Linphea (Avventura su Linphea)
7. Compte amb el llop (Attenti al magilupo)
8. A l'Edat Mitjana (Ritorno al medioevo)
9. El gat màgic (Il gatto fatato)
10. Les Winx atrapades (Winx in trappola)
11. Missió a la selva (Missione nella giungla)
12. L'animal màgic de la Tecna (L'animale fatato di Tecna)
13. El secret de l'unicorn (Il segreto dell'unicorno)
14. El poder del Tynix (Potere Tynix)
15. Les pedres màgiques (Le pietre magiche)
16. Retorn a la Badia del Paradís (Ritorno a Baia Paradiso)
17. Perdudes en una gota (Viaggio in una goccia)
18. El segrest de l'Stella (Il rapimento di Stella )
19. L'arc de Sant Martí de Màgix (L'arcobaleno di Magix)
20. Les Winx bebès (Bebè Winx)
21. Un món boig, boig (Pazzo, pazzo mondo)
22. El regne dels diamants (Il regno dei diamanti)
23. El cor d'Alfea (Il cuore di Alfea)
24. La papallona daurada (La farfalla dorata)
25. Nova harmonia màgica (Un patto inatteso)
26. El poder dels animals màgics (Il potere degli animali fatati)

### Temporada 8
1. La nit dels estels (La notte delle stelle)[5]
2. El regne dels lumenians (Il regno delle Lumen)
3. Atac al nucli (Attacco al nucleo)
4. Estrella del pop! (PopStar!)
5. El secret de l'Orion (Il segreto di Orion)
6. El destí fatal de l'estel fanal (La stella faro)
7. Parany a Promètia (Trappola su Prometia)
8. A les profunditats d'Andros (Negli abissi di Andros)
9. La llum de Gorgol (La luce di Gorgol)
10. L'Hidra es desperta (Il potere dell'Idra)
11. El tresor màgic de Sidèria (Il tesoro magico di Syderia)
12. Festa sorpresa a la Terra (Festa a sorpresa)
13. L'ombra d'en Valtor (L'ombra di Valtor)
14. L'estel dels desitjos (La stella dei desideri)
15. Una nova missió (Una nuova missione)
16. La festa de l'Sparx (La festa dello Sparx)
17. El vestit de la reina (Il vestito della regina)
18. La vall dels unicorns voladors (La valle degli unicorni alati)
19. La torre més enllà dels núvols (La torre oltre le nuvole)
20. El cor verd de Linphea (Il cuore verde di Linphea)
21. El concurs de ball de Melodia (La gara di ballo su Melody)
22. El secret de l'harmonia (Il segreto dell'armonia)
23. Entre terra i mar (Fra terra e mare)
24. Entre els gels de Dyamond (Tra i ghiacci di Dyamond)
25. La guineu blanca (La volpe bianca)
26. Escrit als estels (Scritto nelle stelle)